# Paul Bothén
Paul Andreas Bothén, född 24 februari 1964 i Göteborg, är en svensk kompositör. Han tilldelades Bob Kellys Musikstipendium 2005. Bothén är även en av grundarna av inspelningsstudion ELEMENT STUDIO.  Utbildad i komposition vid Gotlands tonsättarskola samt Musikhögskolan i Göteborg, under Ole Lützow-Holm. Suppleant i föreningen Levande Musik. En av grundarna till föreningen GEIGER. Har bl.a. spelat in och producerat The Bear Quartet, Kristofer Åström, Audrey, Hell Songs, m.fl.
Bothén är även verksam som tonsättare av konstmusik och är producent vid Vara konserthus.

## Filmmusik (urval)
- 2001 – Bekännelsen (TV)
- 2001 – Hans och hennes
- 2002 – Min pappa gråter inte
- 2003 – Miffo